# Eteri Gvazava
Eteri Gvasava, russisch Этери Гвазава (* 1969 in Omsk, Sibirien) ist eine russische Opernsängerin (Sopran).

## Leben

### Ausbildung
Während ihres Studiums am Konservatorium in Nowosibirsk bei Nina Ljubinowskaja machte sie erstmals durch erste Preise bei russischen Gesangswettbewerben auf sich aufmerksam, so beim Wettbewerb „Junge Stimmen“ (Moskau, 1992), und beim Lemeschew-Wettbewerb (Twer, 1994). Letztere Auszeichnung verhalf ihr zu einem Stipendium bei der von Helmuth Rilling geleiteten Internationalen Bachakademie Stuttgart.
Von 1995 bis 1997 studierte Eteri Gvazava an der Hochschule für Musik Karlsruhe bei Maria Venuti Gesang.

### Karriere
1997 wurde ihr der 1. Preis beim Wettbewerb Neue Stimmen der Bertelsmann-Stiftung zugesprochen. Ihr Bühnendebüt erlebte sie 1998 als Fiordiligi in der Oper Così fan tutte von Wolfgang Amadeus Mozart anlässlich der Eröffnung des Nuovo Piccolo Teatro in Mailand. Es war dies die letzte Inszenierung von Giorgio Strehler, der kurz vor Ende der Probearbeiten plötzlich starb. Die Inszenierung, die durch dieses Ereignis eine ganz besondere Bedeutung erhielt, wurde zu zahlreichen Gastspielen in Europa und Japan eingeladen.
Ihr erstes festes Engagement erhielt Eteri Gvazava am Theater Bielefeld, wo sie zwischen 1998 und 2000 u. a. Liú in Puccinis Turandot, Tatjana in Tschaikowskis Eugen Onegin, Michaela in Bizets Carmen, Elvira in Mozarts Don Giovanni und Rusalka in Dvořáks gleichnamiger Oper verkörperte.
Breite Aufmerksamkeit erlangte Eteri Gvazava als Violetta in La traviata von Giuseppe Verdi an der Seite von José Cura unter dem Dirigat von Zubin Mehta. Die Aufführung der Oper wurde 2000 weltweit live übertragen und als CD und DVD produziert.
Seit 2000 tritt Eteri Gvazava als freischaffende Sopranistin in zahlreichen Opernrollen und ebenso bei Liederabenden v. a. in Italien, Österreich und Deutschland auf. 2002 debütierte sie als Vrenchen in Romeo und Julia auf dem Dorfe von Frederick Delius in Cagliari. Auch diese Produktion liegt als CD vor.
Neben ihrer ausgeprägt lyrischen, dunkel gefärbten Stimme zeichnet sich Eteri Gvazava auch durch ein großes schauspielerisches Talent aus.

## Diskografie
- 2000: Giuseppe Verdi: La Traviata a Paris, Zubin Mehta, CD, WEA
- 2000: Giuseppe Verdi: La Traviata a Paris, Zubin Mehta, DVD, 01 Distribution
- 2004, 2009: Gustav Mahler: Sinfonie 2 / Resurrection, Claudio Abbado, CD, Naxos Deutschland GmbH
- 2004: Gustav Mahler: Sinfonie 2 / la Mer, Claudio Abbado, CD, Deutsche Grammophon (Universal)
- 2004: Abbado in Lucerne: Werke von Debussy, Claudio Abbado, DVD, Naxos Deutschland GmbH
- 2005: W.A. Mozart: Le nozze di figaro, Zubin Mehta, DVD, TDK
- 2010: Gustav Mahler: Sinfonie 2 / Resurrection, Claudio Abbado, Blu-Ray, Naxos Deutschland GmbH